# Пятнистая акула-квагга
Пятнистая акула-квагга (лат. Halaelurus quagga) — малоизученный вид рода пятнистых акул, семейства кошачьих акул (Scyliorhinidae). Обитает в западной части Индийского океана. Максимальный размер 35 см.

## Таксономия
Впервые вид описан в 1899 году в книге «A descriptive catalogue of the Indian deep-sea fishes in the Indian Museum».

## Ареал и среда обитания
Пятнистые акулы-квагги обитают в западной части Индийского океана у берегов Кералы, Индия, и Сомали. Эти акулы встречаются на континентальном шельфе на глубине 54—186 м.

## Описание
Максимальная длина 56 см. У пятнистой акулы-квагги стройное длинное тело с заострённым и чуть вздёрнутым рылом. Овальные глаза вытянуты по горизонтали. Ноздри разделены треугольными кожными складками. По углам рта имеются короткие борозды. Рот маленький, его ширина составляет 6—9 %, а длина 4 % от общей длины тела.

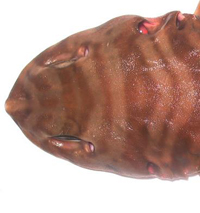
Рылопятнистой акулы-квагги.

Второй спинной плавник крупнее первого. Основание первого спинного плавника находится над окончанием основания брюшных плавников. Основание второго спинного плавника находится позади основания анального плавника. У взрослых акул брюхо довольно короткое, расстояние между основаниями грудных и брюшных плавников в 1,2 раза меньше переднего края грудных плавников. Длина основания анального плавника в 1,1—1,3 раза превышает длину основания второго спинного плавника и существенно короче дистанции между основаниями спинных плавников. Окраска светло-коричневого цвета, брюхо светлое, на спине имеются 20 тёмно-коричневых вертикальных узких полос.

## Биология и экология
Пятнистые акулы-квагги, вероятно, размножаются, откладывая яйца. Самки могут вынашивать в яйцеводах до 8 яиц одновременно. Размер новорожденных приблизительно 8 см. Самцы достигают половой зрелости при длине 28—35 см.

## Взаимодействие с человеком
В качестве прилова пятнистые акулы-квагги попадают в рыболовецкие сети. Данных для оценки статуса сохранности вида недостаточно.